# Jacobus Lernutius
Jacobus Lernutius (Brugge, 1577 – na 1626), ook Jacob Leernout, was een Brugs stadsbestuurder en Neolatijns dichter.

## Levensloop
Jacobus was het zesde kind van Janus Lernutius (1545–1619), humanist, Neolatijns dichter en stadsbestuurder.
Tot een notabele familie van de stad behorend, werd Jacobus bij herhaling tot deelname aan het bestuur geroepen:
- raadslid in 1606 en 1623,
- schepen in 1607, 1608, 1611 en 1622,
- hoofdman van het Carmerssestendeel in 1614 et 1618.

## Publicaties
- Zoals zijn vader, beoefende hij de Latijnse dichtkunst. In heel wat publicaties uit zijn tijd zal men verzen aantreffen, die als aanbeveling golden. Men vindt ze onder meer in: Jacques IMMELOOT, La France et la Flandre réforméens, traktaat over dichtkunst in het Frans en het Vlaams, Ieper, bij Bellet, 1626.
- Hij publiceerde een door hem aangevulde en verbeterde biografie van Karel de Goede, die hij bij de papieren van zijn vader aantrof.
- Hij publiceerde een bundel hymnen en liturgische gebeden, samengesteld door de humanist Giselenus.
- Preces metricœ Jacobi Lernuti opéra ac studio concinnata, necnon variis rébus atque temporïbus accommodâtes, Douai, Auroy, 1622. In deze bundel publiceerde hij gebeden in Latijnse verzen, voor alle momenten in het christelijk bestaan, afkomstig van vierenveertig auteurs.
- Jacobi Lernutipreces metricœ... Editio altéra, ita castigata et aucta, ut pro nova Jiaberi queat, Brugge, Nicolas Breygel, 1626.

In deze tweede uitgave van het vorige werk, publiceerde hij meer dan honderd gedichten van zichzelf, waaronder verschillende acriosticha.